# Gotique
Ne doit pas être confondu avec Gothique.
Cette page contient des caractères spéciaux ou non latins. S’ils s’affichent mal (▯, ?, etc.), consultez la page d’aide Unicode.
 (avril 2019).
Si vous disposez d'ouvrages ou d'articles de référence ou si vous connaissez des sites web de qualité traitant du thème abordé ici, merci de compléter l'article en donnant les références utiles à sa vérifiabilité et en les liant à la section « Notes et références ».
Le gotique est une langue morte, qui était parlée par les Goths durant l'Antiquité tardive et le haut Moyen Âge. Elle appartient à la branche germanique de la famille des langues indo-européennes.
C'est la plus ancienne des langues germaniques attestées, et la seule parmi les langues germaniques orientales pour laquelle on dispose d'un corpus textuel. Celui-ci est représenté principalement par le Codex Argenteus, un manuscrit biblique du VIe siècle. Le gotique n'a donné naissance à aucune des langues germaniques actuelles, mais son caractère archaïque le rend particulièrement précieux en linguistique comparée.
En français, le nom de cette langue est habituellement orthographié gotique (sans h) par les spécialistes, par souci étymologique, mais aussi pour le distinguer de l'adjectif gothique.

## Histoire
Les plus anciens documents écrits en gotique datent du IVe siècle de l'ère chrétienne. Le gotique cesse d'être couramment utilisé à partir de la seconde moitié du VIe siècle en raison, notamment, des défaites des Wisigoths face aux Francs, de la destruction des Goths d'Italie (les Ostrogoths), de la conversion au catholicisme des Goths d'Espagne, de la latinisation et de la romanisation, et de l'isolement géographique.
La langue gotique aurait néanmoins survécu au moins jusqu'au milieu du VIIe siècle en Espagne. Au début du IXe siècle, le Franc Walafrid Strabon indique qu'elle est encore parlée sur le cours inférieur du Danube et dans les montagnes isolées de Crimée. Les termes semblant appartenir au gotique retrouvés dans les manuscrits postérieurs (rapportés au XVIe siècle) de Crimée ne correspondent peut-être pas exactement à la même langue. D'autres sources, dont principalement le rapport de l'ambassadeur flamand Ogier Ghislain de Busbecq daté de 1572 et publié en 1589, plaident en faveur d'un dialecte germanique peut-être apparenté au gotique, appelé gotique de Crimée, qui aurait survécu jusqu'au XVIIIe siècle.

## Attestations
Le gotique n’est attesté que par un petit nombre de documents, qui ne permettent pas de le restituer avec une grande précision.
La somme principale est représentée par les textes de l'évêque arien Wulfila, ou Ulfilas (311-382), qui fut à la tête d'une communauté de Wisigoths chrétiens en Mésie (Bulgarie). Afin d'évangéliser le peuple, Wulfila a traduit la Bible grecque de la Septante en langue gotique ; de cette traduction, appelée Bible de Wulfila, il nous reste principalement les trois quarts du Nouveau Testament, et quelques fragments de l’Ancien. Le meilleur manuscrit, le Codex Argenteus, date du VIe siècle ; il a été conservé et transmis par des Ostrogoths d'Italie du nord. Il contient de larges passages des quatre évangiles. Le second parmi les principaux manuscrits est le Codex Ambrosianus, qui contient des passages plus épars du Nouveau Testament (dont des extraits des évangiles et des Épîtres) et de l’Ancien testament (Néhémiah), ainsi que des commentaires nommés Skeireins (voir ci-dessous). Il est donc vraisemblable que le texte original ait été quelque peu modifié par les copistes ; le texte étant une traduction du grec, la langue attestée par le Codex Argenteus est émaillée d'hellénismes, ce qui se constate surtout dans la syntaxe, qui copie souvent celle de la langue de départ.
Existent également :
- des commentaires de l'Évangile de Jean, connus sous le nom de Skeireins (nom féminin), « Exégèse », faisant huit pages ;
- divers documents anciens épars : abécédaire, calendrier, gloses trouvées dans divers manuscrits ainsi que des inscriptions parfois écrites au moyen des runes, etc. ;
- quelques dizaines de termes qu'Ogier de Busbecq, diplomate flamand ayant vécu au XVIe siècle, a recueillis en Crimée et transmis dans ses Lettres de Turquie ; ces termes ne sont cependant pas représentatifs de la langue que Wulfila a notée et il est peu probable que ce soit du gotique au sens où on l'entend en linguistique historique ; il semble qu'il s'agisse d'une autre langue germanique issue de migrations plus tardives.

En sorte, quand on parle de gotique, il s'agit la plupart du temps de celui de Wulfila, mais les documents sont majoritairement du VIe siècle, c'est-à-dire bien postérieurs. Cette liste n'étant pas exhaustive, on pourra se référer à cette page externe pour une description plus précise des attestations de la langue.

## Alphabet
Le gotique de Wulfila, de la Skeireins et de divers manuscrits est écrit au moyen d'un alphabet original inventé vraisemblablement par Wulfila lui-même, que l'on nomme « alphabet gotique ». Il n'a rien à voir avec ce qu'on appelle communément les « lettres gothiques », qui sont, elles, des lettres de l'alphabet latin telles qu'écrites en Occident dans les manuscrits du XIIe au XIVe siècle, devenues plus tard ce que l'on désigne en Allemagne sous le terme de Fraktur.

## Phonologie
Le gotique a connu la première mutation consonantique du germanique commun (ou loi de Grimm) ainsi que la loi de Verner ; il est trop ancien pour avoir subi la seconde mutation consonantique, propre au vieux haut-allemand.
On peut déterminer avec plus ou moins de précision la façon dont les mots gotiques de Wulfila se prononçaient, principalement grâce à la phonétique comparée. De plus, puisque Wulfila a cherché à suivre le plus possible le texte grec qu'il a traduit, il a certainement utilisé pour son alphabet des conventions identiques à celles du grec de cette époque, ce qui permet par recoupement d'en deviner la prononciation, celle du grec étant très bien connue.

## Morphologie

### Système nominal
Le caractère archaïque du gotique lui a permis de conserver des traits propres aux langues indo-européennes que n'ont plus forcément les langues germaniques modernes, comme une flexion nominale bien plus riche en cas ; l'on retrouve en gotique le nominatif, l'accusatif, le génitif et le datif (ainsi que certaines traces d'un vocatif souvent identique au nominatif, parfois à l'accusatif). À titre de comparaison avec les autres langues germaniques, seuls l'islandais et l'allemand possèdent encore tous ces cas. Les trois genres indo-européens sont représentés, dont le neutre (comme en allemand, norvégien et islandais et, d'une certaine manière, comme en néerlandais, danois et suédois, qui opposent le neutre au « genre commun », c'est-à-dire une synthèse du masculin et du féminin). Les noms et adjectifs sont fléchis selon deux nombres : singulier et pluriel.
Une des caractéristiques les plus frappantes de cette famille de langues est l'opposition entre les flexions nominales faibles (en simplifiant : à terminaison consonantique [n] du radical) et fortes (en simplifiant : à terminaison vocalique du radical et avec mélange de désinences propres aux pronoms), opposition particulièrement prégnante en gotique. Alors que pour un nom donné, une seule flexion est possible (selon la finale du radical) certains adjectifs peuvent suivre l'une ou l'autre flexion, en fonction de leur valeur : un adjectif employé de manière déterminée et accompagné d'une forme pronominale déictique, comme le pronom démonstratif 𐍃𐌰 / sa (masculin : 𐍃𐌰 / sa ; féminin : 𐍃𐍉 / sō ; neutre : 𐌸𐌰𐍄𐌰 / þata) jouant le rôle d'un article défini, est décliné au faible ; on décline au fort les adjectifs indéterminés. Ce processus se rencontre encore en allemand, par exemple, où l'on dit que sans article défini, l'adjectif en porte les marques flexionnelles : 
- faible : der gute Wein (« le bon vin ») ;
- fort : einø guter Wein (« un bon vin »), guter Wein (« bon vin »)

En gotique, les adjectifs qualificatifs (aussi au superlatif en -𐌹𐍃𐍄 / -ist et -𐍉𐍃𐍄 / -ost) et le participe passé peuvent suivre les deux flexions ; ne suivent que la faible certains pronoms comme 𐍃𐌰𐌼𐌰 / sama (« identique », cf. anglais same), certains adjectifs, comme  𐌿𐌽𐍈𐌴𐌹𐌻𐌰 / unƕeila (« incessant » ; pour le radical 𐍈𐌴𐌹𐌻𐌰 / ƕeila, « temps », cf. anglais while, « pendant que »), les adjectifs au comparatif, les participes présents, etc. Ne suivent que la forte 𐌰𐌹𐌽𐍃 /  áins (« uns »), les adjectifs possessifs, les indéfinis, etc.
L'on se contentera de donner quelques exemples des déclinaisons nominales et adjectivales opposant les flexions fortes et faibles : 
| Cas       | Flexion faible | Flexion faible | Flexion faible | Flexion faible | Flexion faible | Flexion forte | Flexion forte | Flexion forte | Flexion forte | Flexion forte |
| Singulier | Nom            | Adjectif       | Adjectif       | Adjectif       | Adjectif       | Nom           | Adjectif      | Adjectif      | Adjectif      | Adjectif      |
| Singulier | Nom            | radical        | Masculin       | Neutre         | Féminin        | Nom           | radical       | Masculin      | Neutre        | Féminin       |
| --------- | -------------- | -------------- | -------------- | -------------- | -------------- | ------------- | ------------- | ------------- | ------------- | ------------- |
| Nominatif | guma           | blind-         | -a             | -o             | -o             | dags          | blind-        | -s            | -ø            | -a            |
| Accusatif | guman          | blind-         | -an            | -o             | -on            | dag           | blind-        | -ana          | -ø            | -a            |
| Génitif   | gumins         | blind-         | -ins           | -ins           | -ons           | dagis         | blind-        | -is           | -is           | -áizos        |
| Datif     | gumin          | blind-         | -in            | -in            | -on            | daga          | blind-        | -amma         | -amma         | ái            |
| Pluriel   |                |                |                |                |                |               |               |               |               |               |
| Nominatif | gumans         | blind-         | -ans           | -ona           | -ons           | dagos         | blind-        | -ái           | -a            | -os           |
| Accusatif | gumans         | blind-         | -ans           | -ona           | -ons           | dagans        | blind-        | -ans          | -a            | -os           |
| Génitif   | gumane         | blind-         | -ane           | -ane           | -ono           | dage          | blind-        | -áize         | -áize         | -áizo         |
| Datif     | gumam          | blind-         | -am            | -am            | -om            | dagam         | blind-        | -áim          | -áim          | -áim          |

Guma, masculin, thème faible en -an, « homme » ; dags, masculin, thème fort en -a, « jour » ; blind, « aveugle ».
Ce tableau ne fournit pas des paradigmes complets (il existe en effet des désinences secondaires, surtout au neutre singulier fort, des irrégularités, etc). Une version exhaustive des types de flexion se présenterait ainsi pour les noms : 
- flexion forte : 
  - thèmes en -𐌰 / -a, -𐌾𐌰 /-ja, -𐍅𐌰 / -wa (masculins et neutres) : équivalent des flexions thématiques latine et grecque, (deuxième déclinaison) en -us / -i et -ος / -os, -ου / -ou ;
  - thèmes en -𐍉 / -ō, -𐌾𐍉 / -jō et  -𐍅𐍉 / -wō (féminins) : équivalent des premières déclinaisons latines et grecques en -a / -ae et -α / -a, -ας / -as (-η / -ê, -ης / -ês) ;
  - thèmes en -𐌹 / -i (masculins et féminins) : troisième déclinaison latine et grecque -is (acc. -im) et -ις / -is, -εως / -eôs ;
  - thème en -𐌿 / -u (trois genres) : quatrième déclinaison latine et troisième grecque -us / -us et -υς / -us, -εως / -eôs ;
- flexion faible (tous thèmes en  -𐌽 / -n), troisième déclinaison latine et grecque en -o / -onis et -ων / -ôn, -ονος / -onos ou -ην / -ên, -ενος /  -enos :
  - thèmes en -𐌰𐌽 / -an, -𐌾𐌰𐌽 / -jan, -𐍅𐌰𐌽 / -wan (masculins) ;
  - thèmes en -𐍉𐌽 / -ōn et -𐌴𐌹𐌽 / -ein (féminins) ;
  - thèmes en -𐌽 / -n (neutres) : troisième déclinaison latine et grecque en -men / -minis et -μα / -ma, -ματος / -matos ;
- flexions mineures : en  -𐍂 / -r, en  -𐌽𐌳 / -nd et des reliquats d'autres thèmes en consonnes, équivalents des autres paradigmes de la troisième déclinaison en latin et grec.

Le système de l'adjectif suit de très près celui du nom : les types de flexions s'y retrouvent.

### Système pronominal
Le gotique possède un jeu complet de pronoms, personnels (ainsi qu'un réflexif unique pour les trois personnes), possessifs, démonstratifs (simples et composés), relatifs, interrogatifs et indéfinis. Ceux-ci suivent une série de flexions particulières (que la flexion nominale forte a reprise en partie), à l'instar des autres langues indo-européennes. Le trait le plus marquant est sans doute la conservation du duel, nombre concernant deux personnes ou choses, tandis que le pluriel concerne ce qui dépasse la paire.
Ainsi, « nous (nous deux) » et « nous (plus de deux) » se disent respectivement 𐍅𐌹𐍄 / wit et 𐍅𐌴𐌹𐍃 / weis. Alors qu'en indo-européen commun le duel était utilisé pour toutes les catégories capables d'exprimer le nombre (Il se retrouve ainsi en grec ancien et en sanskrit, par exemple.), il est remarquable que le gotique ne l'ait conservé que pour les pronoms.
Le pronom démonstratif simple 𐍃𐌰 / sa (masculin : 𐍃𐌰 / sa ; féminin : 𐍃𐍉 / sō ; neutre : 𐌸𐌰𐍄𐌰 / þata de même origine que le grec ancien ὁ / ho, ἡ / hê, τὸ / tò c'est-à-dire *so, *seh₂, *tod ; pour ce dernier, voir aussi le latin istud) est utilisé comme article défini et permet la construction de syntagmes nominaux du type article défini + adjectif faible + substantif. (𐌸𐌰𐍄𐌰  𐍃𐌺𐌰𐌿𐌽𐌾𐍉 𐌸𐌹𐌿𐌷 / þata skaúnjō þiuh ; 𐌸𐌰𐍄𐌰 𐌲𐍉𐌳𐍉 𐍅𐌴𐌹𐌽 / þata gōdō wein)
Autre trait notable, les pronoms interrogatifs débutent tous par 𐍈 / ƕ-, qui continue le phonème indo-européen *kʷ et se trouve effectivement au commencement de tels pronoms dans la langue-mère ; c'est ainsi qu'en anglais ces termes débutent généralement par wh-, qui peut, comme en gotique, noter [ʍ], en allemand par w-, en suédois par v-, etc. On trouve en latin qu-, en grec ancien π / p ou  τ / t (l'évolution du phonème *kʷ y étant particulière), en sanskrit क / k-, etc.

### Système verbal
La grande majorité des verbes gotiques suit la conjugaison indo-européenne dite « thématique », parce qu'elle intercale une voyelle alternante *e/o entre le radical et les désinences. Le latin et le grec ancien font de même : 
- latin : leg-i-mus « nous lisons » : radical leg- + voyelle thématique -i- (venant de *e) + désinence -mus ;
- grec ancien : λυ-ό-μεν « nous délions » : radical λυ- + voyelle thématique -ο- + désinence -μεν ;
- gotique : nim-a-m « nous prenons » : radical nim- (cf. allemand nehm-en) + voyelle thématique -a- (venant de *o) + désinence -m.

L'autre conjugaison, dite « athématique », où un autre jeu de désinences est directement ajouté au radical, ne subsiste qu'à l'état de vestige, comme en latin. Le paradigme le plus important est celui du verbe « être », qui est aussi athématique en latin, grec ancien, sanskrit, etc.
D'autre part, les verbes sont aussi séparés en deux grands groupes, les verbes faibles et les verbes forts. Les faibles se caractérisent par un prétérit formé par l'adjonction d'un suffixe en dentale 𐌳𐌰 / -da ; 𐍄𐌰 / -ta, comme au participe passé, 𐍈 /-þ, 𐍄 / -t, tandis que les forts utilisent pour le prétérit un jeu d'alternances vocaliques (modification de la voyelle du radical) et / ou de redoublement de la première consonne du radical (comme en grec ancien et en sanskrit pour le parfait) sans suffixe particulier. Cette dichotomie se retrouve en allemand, anglais, néerlandais, islandais, entre autres langues germaniques : 
- faible (verbe « avoir ») : 
  - gotique : infinitif 𐌷𐌰𐌱𐌰𐌽 / haban, prétérit 𐌷𐌰𐌱𐌰𐌹𐌳𐌰 / habáida, participe passé 𐌷𐌰𐌱𐌰𐌹𐌸𐍃 / habáiþs ;
  - allemand : infinitif haben, prétérit hatte, participe passé (ge)habt ;
  - anglais : infinitif (to) have, prétérit had, participe passé had ;
  - néerlandais : infinitif hebben, prétérit had, participe passé (ge)had;
  - islandais : infinitif hafa, prétérit hafði, participe passé hafið ;
- fort (verbe « donner ») : 
  - gotique : infinitif 𐌲𐌹𐌱𐌰𐌽 / giban, prétérit 𐌲𐌰𐍆 / gaf, participe passé 𐌲𐌹𐌱𐌰𐌽 / giban ;
  - allemand : infinitif geben, prétérit gab, participe passé (ge)geben ;
  - anglais : infinitif (to) give, prétérit gave, participe passé given ;
  - néerlandais : infinitif geven, prétérit gaf, participe passé (ge)geven ;
  - islandais : infinitif gefa, prétérit gaf, participe passé gefið.

La flexion verbale possède deux diathèses (ou « voix »), l'actif et le passif (dérivé d'un ancien moyen), trois nombres, singulier, duel (sauf à la troisième personne) et pluriel, deux temps, présent et prétérit (un ancien parfait), trois modes personnels, indicatif, subjonctif (un ancien optatif) et impératif, ainsi que trois séries de formes nominales du verbe, un infinitif présent ainsi qu'un participe présent actif et passé passif. Tous les temps et toutes les personnes ne sont pas représentés à tous les modes et toutes les voix, la conjugaison utilisant pour certaines formes un système de supplétion.
Enfin, l'existence de verbes dit « prétérito-présents » est notable : il s'agit d'anciens parfaits indo-européens qui ont été réinterprétés comme des présents. Ainsi 𐍅𐌰𐌹𐍄 / wáit, de l'indo-européen commun *woid-h₂e (verbe « voir » au parfait), trouve son répondant exact en sanskrit वेद / véda et en grec ancien ϝοῖδα / woîda (plus tard devenu οἶδα / oîda), qui signifient tous étymologiquement « j'ai vu » (sens parfait) donc « je sais » (sens prétérito-présent). Le cas est similaire en latin avec nōuī : « j'ai su » donc « je sais ». Parmi les verbes prétérito-présents, l'on compte aussi 𐌰𐌹𐌷𐌰𐌽 / áihan (« posséder »), 𐌺𐌿𐌽𐌽𐌰𐌽 / kunnan (« connaître », cf. allemand kennen), etc.